# إيميل فيليكس جوتييه
إيميل فيليكس جوتييه (بالفرنسية: Émile-Félix Gautier)‏ (1864 - 1940 م) هو جغرافي ومستشرق فرنسي ، تخصص في تاريخ وجغرافية المغرب.

## آثاره

### في التاريخ
- «غزو الصحراء الكبرى: بحث في علم النفس السياسي» باريس، 1910، في 261 ص.
- «الجزائر وفرنسا»، باريس، 1920، في 255 ص.
- «انتشار الإسلام في شمال إفريقية: القرون الغامضة» (في تاريخ المغرب) باريس، 1927، في 432 ص. طبعة ثانية أعيد كتابتها، تحت عنوان: «ماضي شمال إفريقية: القرون الغامضة»، باريس 1936.
- «أخلاق المسلمين وعاداتهم»، باريس، 1931، في 307 ص.

### في الجغرافيا
- «الصحراء الجزائرية»، بالاشتراك مع R. Chudeau. باريس 1908 في 371 ص.
- «مناطق الجنوب» في الجزائر. الجزائر، 1922؛ وأعيد طبعه في 1930.
- «بنية الجزائر»، باريس، 1922، في 240 ص.
- «الصحراء الكبرى»، باريس 1923، في 174 ص.[1]

## وصلات خارجية
- ماضي شمال أفريقيا - ترجمة: هاشم الحسيني - موقع تاوالت